# Soszyca
Soszyca (kaszub. Soszëca, niem. Neukrug) – wieś w Polsce położona w województwie pomorskim, w powiecie bytowskim, w gminie Parchowo.
Wieś kaszubska nad rzeką Słupią położona na Pojezierzu Bytowskim, na południowo-wschodnim krańcu Parku Krajobrazowego Dolina Słupi, miejscowość jest częścią składową sołectwa Żukówko. Na północ od Soszycy znajduje się jezioro Jasień. 

Na wschód od Soszycy znajduje się jedna z najstarszych na świecie funkcjonujących elektrowni wodnych, działająca od 1898 roku - Elektrownia wodna Struga na Słupi, zaś na północ jeziora Obrowo Małe i Pomyskie. 
W latach 1975–1998 miejscowość administracyjnie należała do województwa słupskiego.